# Distrikt Llacanora
Der Distrikt Llacanora liegt in der Provinz Cajamarca in der Region Cajamarca in Nordwest-Peru. Der Distrikt wurde am 2. Januar 1857 gegründet. Er hat eine Fläche von 50,8 km². Beim Zensus 2017 wurden 6225 Einwohner gezählt. Im Jahr 1993 lag die Einwohnerzahl bei 4371, im Jahr 2007 bei 4905. Sitz der Distriktverwaltung ist die 2606 m hoch gelegene Ortschaft Llacanora mit 717 Einwohnern (Stand 2017). Llacanora liegt 11 km ostsüdöstlich der Provinz- und Regionshauptstadt Cajamarca. Westlich von Llacanora befindet sich die Höhle Cueva Callacpuma.

## Geographische Lage
Der Distrikt Llacanora liegt im Andenhochland östlich der peruanischen Westkordillere im Südosten der Provinz Cajamarca. Der Río Cajamarca durchfließt den Distrikt in ostsüdöstlicher Richtung.
Der Distrikt Llacanora grenzt im äußersten Westen an den Distrikt Cajamarca, im Norden an den Distrikt Los Baños del Inca, im Osten an den Distrikt Namora sowie im Süden an den Distrikt Jesús.